# Mont Mallet
Il Mont Mallet (3.988 m s.l.m.) è una montagna del Massiccio del Monte Bianco che si trova in Alta Savoia (Francia).

## Caratteristiche
La montagna è collocata nel Gruppo di Rochefort e si trova appena a nord dell'Aiguille de Rochefort a poca distanza dal confine con l'Italia. Infatti dall'Aiguille de Rochefort parte una cresta che si dirige verso nord e dopo il Mont Mallet raggiunge Les Périades ed infine l'Aiguille du Tacul; da un versante della cresta scende il ghiacciaio del Mont Mallet mentre dall'altro il ghiacciaio des Periades.

## Leggenda
Nella vita di San Bernardo di Mentone (o Aosta) si narra che Bernardo, arcidiacono di Aosta, giunto al Colle del Gran San Bernardo, allora denominato Mons Iovis per via del culto di Giove che vi veniva praticato, abbatté la colonna di Giove che era abitata da un demonio, a cui ordinò di ritrarsi nella profondità degli abissi tartarei del Mont Mallet (Mons Malethorum), situato tra le diocesi di Aosta, Ginevra e Sion, e di restarvi nascosto, circondato da spesse nubi e senza nuocere a nessuno, fino al giorno del giudizio universale.